# Rádióhullám

Az elektromágneses spektrum, benne a rádióhullámok tartományával

Rádióhullámnak nevezzük az olyan elektromágneses sugárzást, aminek a frekvenciája 3 Hz-nél nagyobb és 300 GHz-nél kisebb.

## Felfedezése
A 19. században az emberek azt gondolták, hogy az elektromosság, a mágnesség és a fény három különböző, egymástól független dolog. James Clerk Maxwell azonban felfedezte, hogy ez ugyanannak az elektromágneses sugárzásnak a három különböző megnyilvánulása. Ez egy meglepő felfedezés volt, sokak szerint a 19. századi fizika legnagyobb felfedezése. Maxwell ugyanazt tette az elektromágneses sugárzással, amit Newton a gravitációval: a tudomány kezébe használható eszközt adott a jelenség mennyiségi leírására.
Maxwell figyelme 1860-ban Michael Faraday elektromos kísérletei felé fordult. Faraday ekkor fedezte fel az elektromos motor lényegét: egy mágneses térben forgó fémlemez elektromos áramot hoz létre, és a változó elektromos áram megváltoztatja a mágneses teret - ez pedig végső soron mozgást hozhat létre.
Maxwell elhatározta, hogy matematikailag felfedezi és leírja a kapcsolatot az elektromosság és a mágnesség között.

Átviendő jel, amplitúdó- és frekvenciamodulált jel

Ahogy Maxwell a matematikai összefüggéseket kutatta az elektromosság és a mágnesség között, kísérleteket dolgozott ki, amikkel vizsgálni és bizonyítani lehetett az elméleti eredményeit.
1864-re négy egyszerű összefüggést állapított meg, amik leírták az elektromos és mágneses terek viselkedését és kölcsönhatásukat. Oszcilláló (változó) elektromos terek mágneses teret hoztak létre, és ugyanígy a változó mágneses terek elektromos teret hoztak létre. Az energia e két formája szorosan összekapcsolódott. Maxwell rájött, hogy az energiának ezek csupán különböző megjelenési formái, ezért ezt elektromágneses energiának nevezte el.
Amikor 1864-ben először jelentette meg egyenleteit és felfedezései leírását, a fizikusok azonnal felismerték a négy egyenlet hihetetlen értékét és jelentőségét.
Maxwell tovább dolgozott a négy egyenlettel, felismerte, hogy ha az elektromos tér elegendően gyorsan változik, a keletkező elektromágneses hullámok képesek arra, hogy elektromos vezeték nélkül, az üres térben is terjedjenek. Ez volt az első megsejtése a rádióhullámoknak. Kiszámolta a terjedési sebességet is, és ez jó egyezést mutatott az akkoriban már ismert fénysebesség értékével. Maxwell ebből arra következtetett, hogy a fény is valójában elektromágneses hullám. Mivel az elektromosan töltött részecskék elvileg bármilyen frekvenciával rezeghetnek, Maxwell megállapította, hogy a fény csupán egy apró szelete a hatalmas és folytonos elektromágneses spektrumnak.
Maxwell előre megsejtette azt is, hogy az elektromágneses spektrum további részeit is fel fogják fedezni. Ez alapján már nem meglepő, hogy 1896-ban Wilhelm Röntgen felfedezte a később róla elnevezett röntgensugarakat.
Nyolc évvel korábban, 1888-ban Heinrich Hertz Maxwell egyenletei és leírása alapján kísérletezni kezdett azzal, hogy vajon az elektromágneses hullámok képesek-e a térben terjedni, elektromos vezeték nélkül. A kísérletet könnyedén véghezvitte és ez alatt létrehozta és érzékelte az első mesterségesen létrehozott rádióhullámokat.

## Rádióhullám adása és vétele
Rádióhullám kisugárzásához és vételéhez megfelelően méretezett antennára, egy hozzá kapcsolódó elektromos rezgőkörre, és erősítőre van szükség.

## A rádióhullám tulajdonságai
A rádióhullámban, mint minden elektromágneses sugárzásban, az elektromos és mágneses tér energiasűrűsége egyforma nagyságú. A rádióhullám a fényhez hasonlóan a különböző közegek határán visszaverődik, megtörik vagy elnyelődik. Viselkedése a rádióhullám frekvenciájától és az adott közeg tulajdonságaitól függ. A hullámhosszánál kisebb méretű tárgy nem akadályozza a terjedését, azonban a hullámhosszal összemérhető vagy annál nagyobb tárgyról a rádióhullámok visszaverődnek, illetve szóródnak (ezen alapul például a radar működése).
A különböző frekvenciájú rádióhullámok különbözőképpen viselkednek a Föld környezetében. A rádióhullámok nagyobb frekvenciájú tartománya áthalad a Föld atmoszféráján és a világűr felé távozik. A kisebb frekvenciájú rádióhullámok vissza tudnak verődni az ionoszféráról, ami számukra visszaverő felületként viselkedik.

## Alkalmazásai
A rádióhullámok alkalmazása rendkívül széles körű, a teljesség igénye nélkül néhány példa: radar, mikrohullámú sütő, rádió- és tv-adás, mobiltelefon, műholdas kommunikáció, wi-fi, GPS.
Ezen kívül van orvosi alkalmazása is (pl. rövidhullámú kezelés).
Alkalmazási területei közé tartozik a rádiócsillagászat és a földön kívüli élet kutatása is.

## Érdekesség
- Rádióhullámok nem csak mesterséges úton keletkezhetnek, hanem elsősorban csillagászati folyamatok által, ezeket természetes eredetű rádiósugárzásnak nevezzük. Ilyen sugárforrás a mi Napunk is, ami nem csak fényt és meleget, hanem emellett rádióhullámokat, UV-fényt, röntgen- és gammasugarakat is kibocsát.
- A Földön a villámlás hoz létre rádióhullámokat, ezt a tényt manapság a meteorológia is felhasználja a viharfelhők észleléséhez.